# Василий (Данилов, Николай Тимофеевич)
Епископ Василий (в миру Николай Тимофеевич Данилов; род. 23 сентября 1956, Городище, Брестская область) — епископ Русской православной церкви, епископ Котласский и Вельский.
Тезоименитство — 1 (14) января (память святителя Василия Великого).

## Семья
Родился в многодетной семье. Отец Тимофей Николаевич Данилов (14 октября 1921 — 1 ноября 2009) — участник Великой Отечественной войны. Из шести детей двое избрали служение Богу в монашеском чине. Родной брат епископа Василия — митрополит Георгий (Данилов).

## Биография
В 1973 году окончил среднюю школу № 6 города Жлобина Гомельской области.
С 1974 по 1976 год — служил в рядах Вооружённых сил СССР.
В 1977—1978 годы работал на автопредприятии водителем.
В 1978 году поступил в Гомельский государственный университет на экономический факультет.
В 1984 году окончил университет и по распределению был направлен на завод «Сантехлит» города Ташкента, где проработал 3 года в должности экономиста, ведущего экономиста.
В 1987 году поступил в Московскую Духовную семинарию
В 1988 году принят послушником в Свято-Троицкую Сергиеву лавру.
22 декабря 1989 года по благословению Патриарха Московского и всея Руси Пимена архимандритом Феогностом (Гузиковым) пострижен в монашество с именем Василий, в честь святителя Василия Великого.
В 1990 году окончил семинарию, защитив диплом на тему «Нравственное учение по творениям Святых мужей Апостольских». В том же году принят в Московскую Духовную академию.
14 августа 1990 году епископом Гомельским и Мозырским Аристархом (Станкевичем) хиротонисан во иеродиакона.
23 марта 1991 году митрополитом Ростовским и Новочеркасским Владимиром (Сабоданом) хиротонисан во иеромонаха.
В 1995 году окончил МДА, защитив диплом на тему «Нравственное учение по творениям Святых мужей Апостольских».
В 1998 году принят в число братии Свято-Троицкой Сергиевой лавры.
19 апреля 2001 года к празднику Святой Пасхи возведён в сан игумена «за понесенные труды заместителя директора типографии Патриаршего ИПЦ по финансовым вопросам».
За время пребывания в Троице-Сергиевой лавре с октября 1988 года по март 2005 года нёс различные послушания: в лаврской библиотеке, службе казначея, службе эконома, службе благочиния, смотрителем Патриарших покоев, в издательском отделе.
В марте 2005 года по прошению переведён в Нижегородскую епархию, где епископом служил его брат Георгий (Данилов). 1 июля того же года назначен настоятелем Успенского храма в Ильинской слободе.
4 августа 2008 года, помимо настоятельства в Успенском храме, назначен настоятелем восстанавливающегося храма в честь иконы Божией Матери «Знамение» и святых Жен Мироносиц в Нижнем Новгороде.
12 февраля 2009 года также назначен настоятелем восстанавливающегося храма в честь святых Апостолов Петра и Павла в Нижнем Новгороде.

### Архиерейство
4 октября 2012 года решением Священного Синода Русской православной церкви избран епископом Котласским и Вельским.
Не ранее 18 октября 2012 года возведён в сан архимандрита.
17 ноября 2012 года в крестовом храме Владимирской иконы Божией Матери в Патриаршей резиденции в Чистом переулке наречён во епископа Котласского и Вельского.
18 ноября 2012 года в Храме Христа Спасителя в Москве состоялась хиротония архимандрита Василия во епископа Котласского и Вельского. Хиротонию совершили Патриарх Московский и всея Руси Кирилл, митрополит Саранский и Мордовский Варсонофий (Судаков), митрополит Ахалкалакский и Кумурдойский Николай (Пачуашвили) (Грузинская Православная Церковь), митрополит Самтависский и Горийский Андрей (Гвазава) (Грузинская Православная Церковь), митрополит Архангельский и Холмогорский Даниил (Доровских), митрополит Нижегородский и Арзамасский Георгий (Данилов), митрополит Сенакский и Чхороцкусский Шио (Муджири), (Грузинская Православная Церковь), архиепископ Витебский и Оршанский Димитрий (Дроздов), архиепископ Верейский Евгений (Решетников), архиепископ Женевский и Западно-Европейский Михаил (Донсков), архиепископ Цагерский и Лентехский Стефан (Калаиджишвили) (Грузинская Православная Церковь), епископ Красногорский Иринарх (Грезин), епископ Гатчинский Амвросий (Ермаков), епископ Солнечногорский Сергий (Чашин), епископ Смоленский и Вяземский Пантелеимон (Шатов) епископ Нарьян-Марский и Мезенский Иаков (Тисленко), епископ Городецкий и Ветлужский Августин (Анисимов), епископ Выксунский и Павловский Варнава (Баранов), епископ Альметьевский и Бугульминский Мефодий (Зайцев), епископ Кузнецкий и Никольский Серафим (Домнин). 29 ноября 2012 года прибыл к месту служения